# Mury miejskie w Krakowie

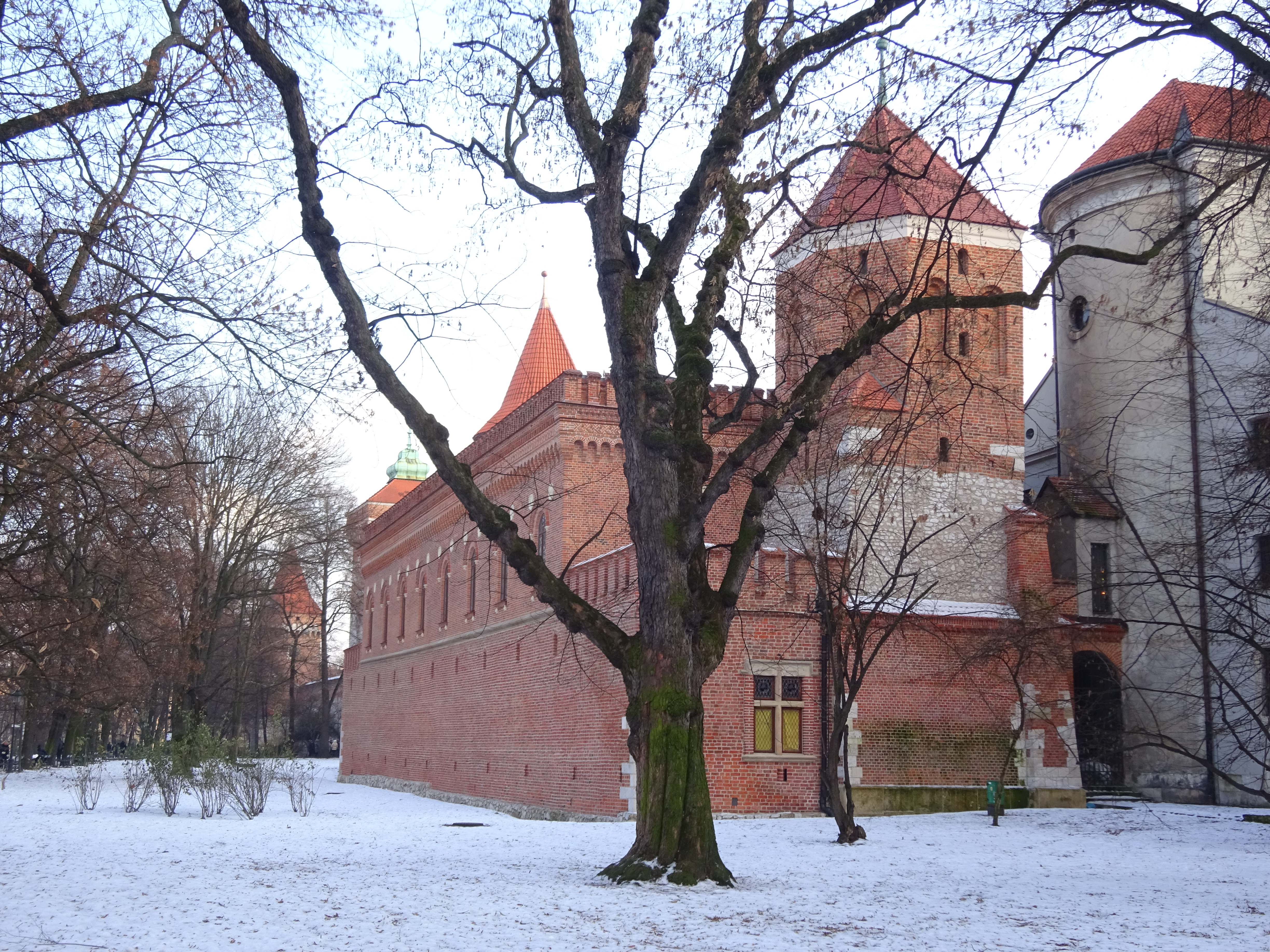
Zachowany odcinek muru obronnego z basztami i arsenałem od strony Plant zimą

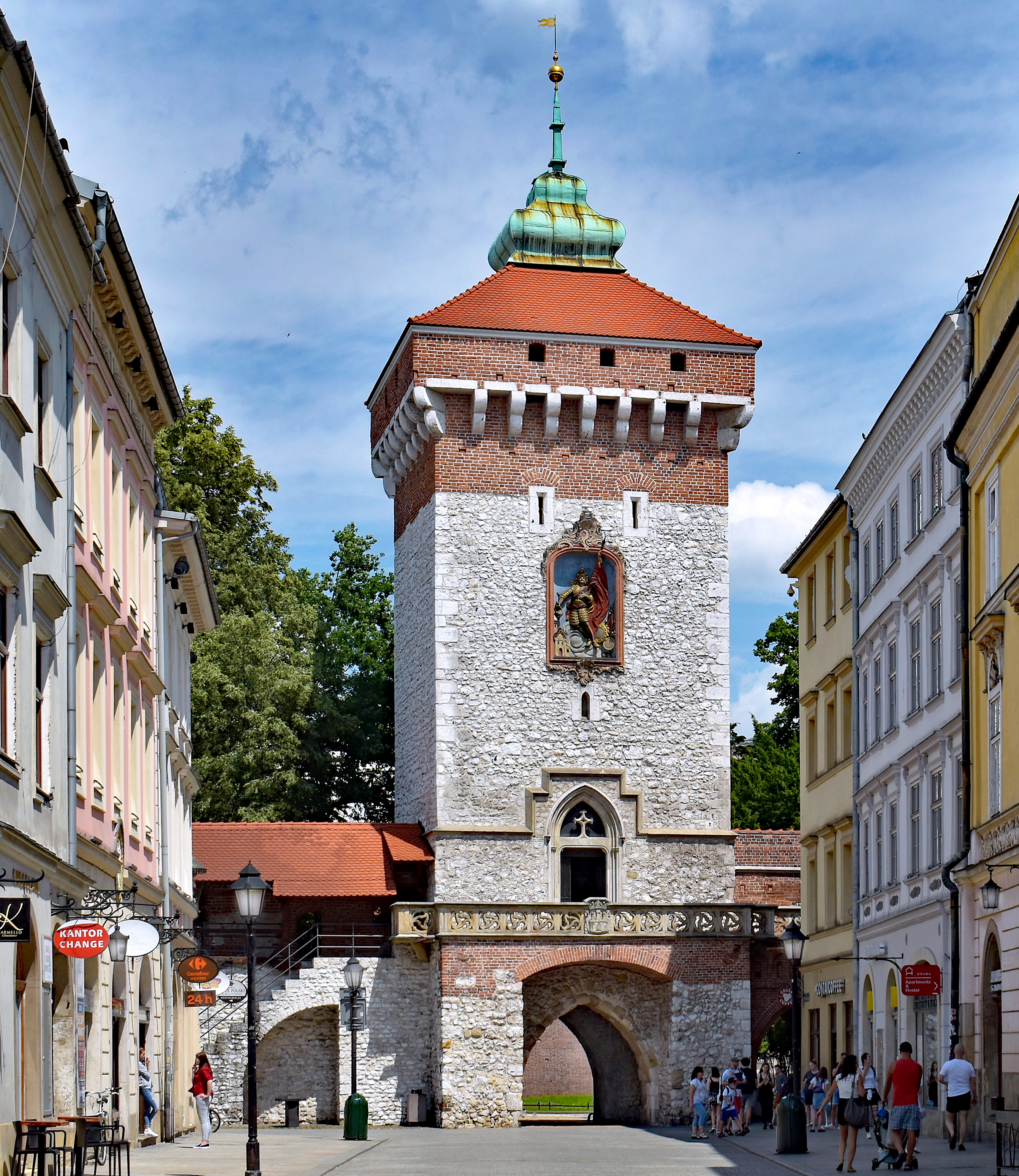
Brama Floriańska

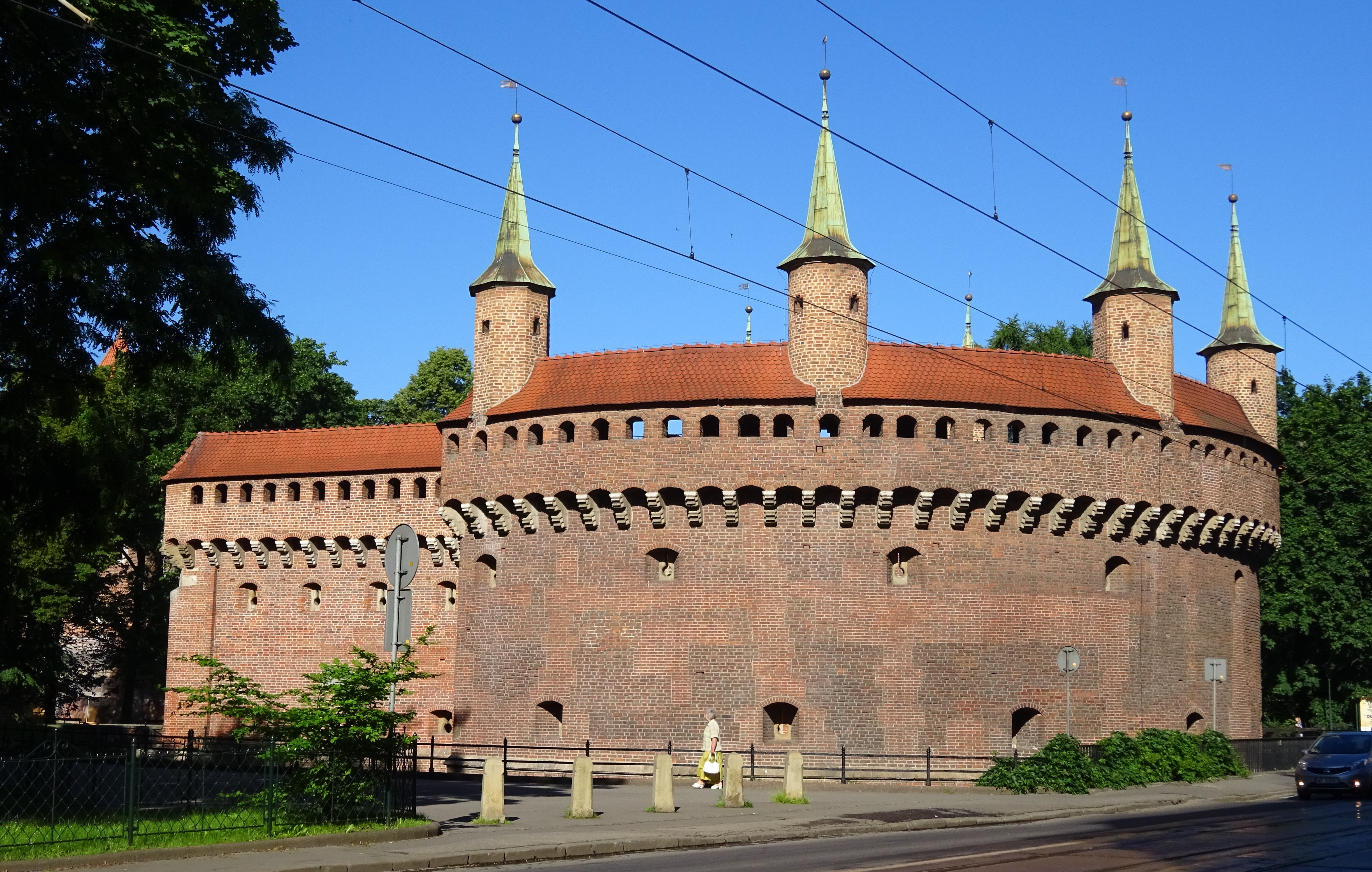
Barbakan

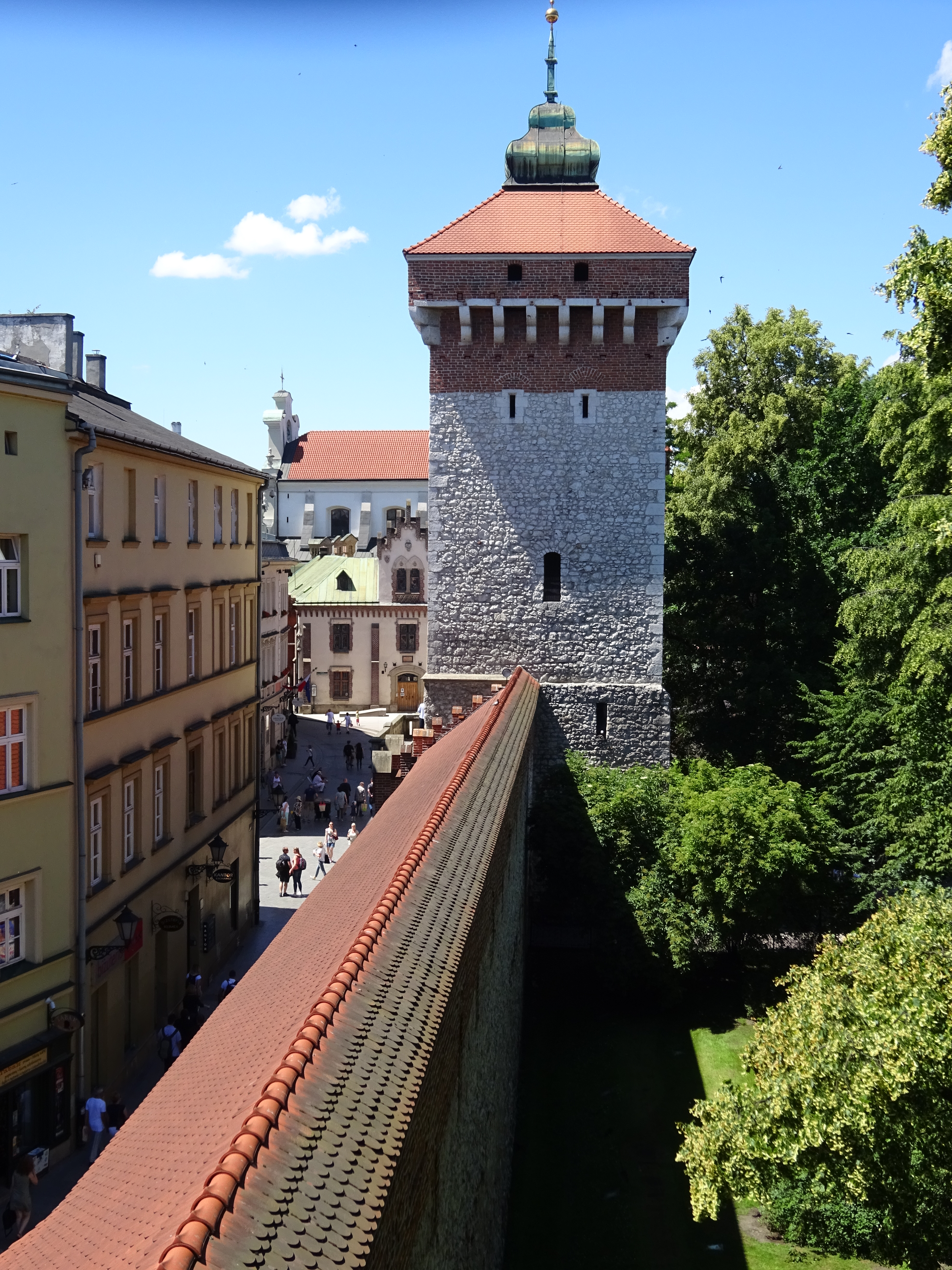
Widok z Baszty Pasamoników na Bramę Floriańską i fragment muru obronnego

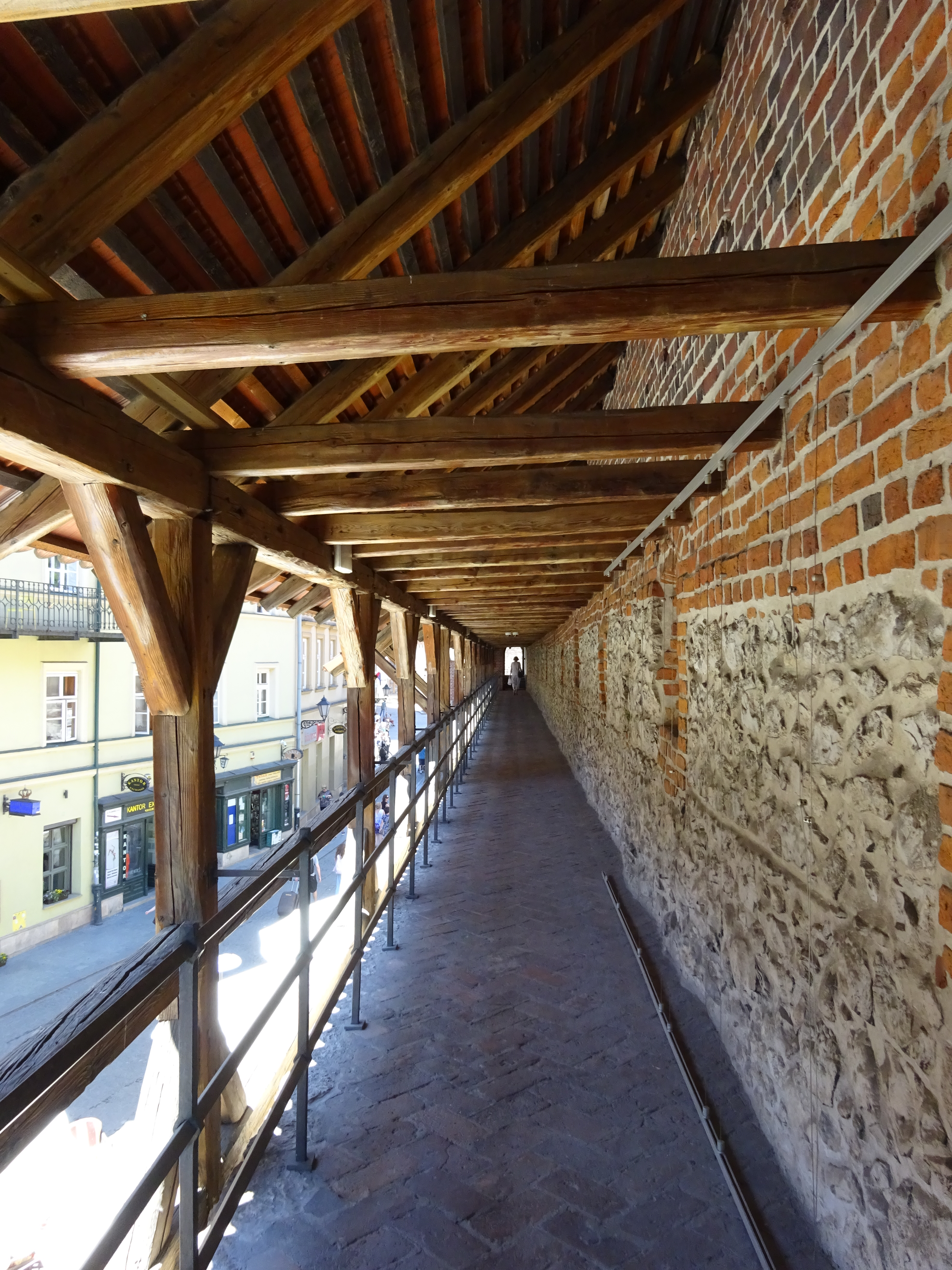
Ganek straży na murach obronnych między Basztą Pasamoników a Bramą Floriańską

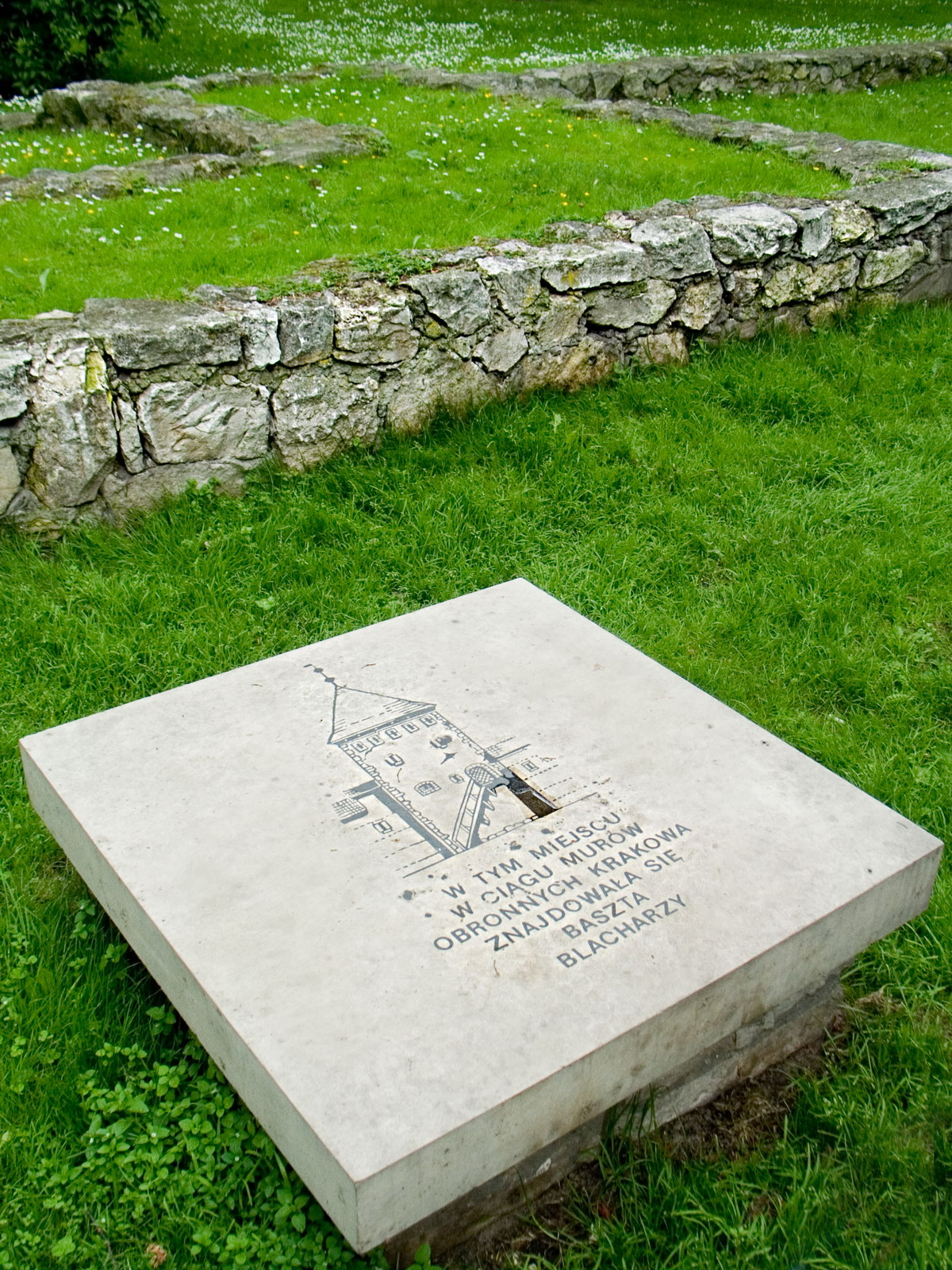
Dawne baszty i bramy oznaczone są tablicami i zarysem w postaci niskiego muru

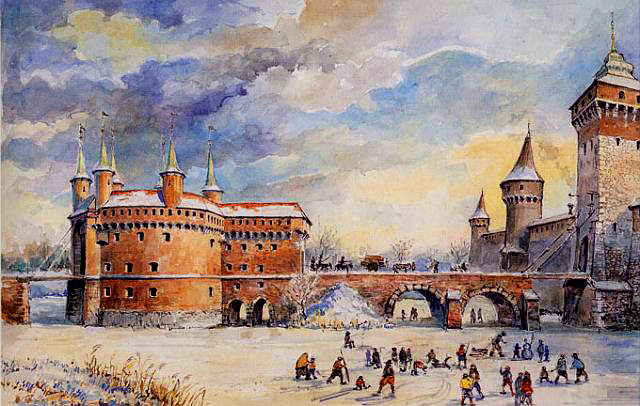
Rycina murów z XVIII / XIX wieku, Barbakan, Brama Floriańska i baszty: Pasamoników i Karczmarzy I

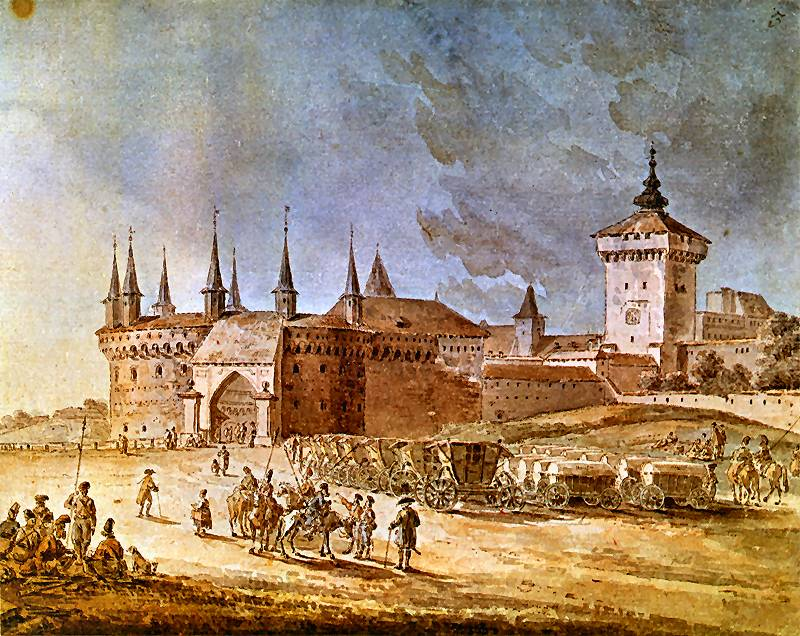
Widok Barbakanu i Bramy Floriańskiej z obozującym taborem Kozaków – rycina z 1799 r.

Mury miejskie w Krakowie – ciąg murów miejskich wraz z budowlami o charakterze obronnym (m.in. bramami i basztami), otaczający niegdyś obszar całego Krakowa (obecnie Stare Miasto), a którego niewielki odcinek zachowany został do dziś wzdłuż ulicy Pijarskiej.

## Historia

### Powstanie
Jeszcze na początku XIII wieku Kraków nie posiadał żadnych obwarowań. W 1241 miasto zostało całkowicie zniszczone przez najazd tatarski. Pomimo to dopiero w 1285 książę Leszek Czarny zezwolił na umocnienie miasta. Mury były budowane z przerwami do pierwszej ćwierci XIV wieku. W tym okresie nadano obwarowaniom zasadniczy kształt i charakter.
Krakowskie umocnienia były złożone z podwójnego muru oraz fosy. Ceglano-kamienny mur wewnętrzny wznosił się na 7 metrów, a był szeroki na 2,5 metra. W niektórych miejscach wyposażono go w drewniany ganek dla obrońców czy strażników. Około 9 metrów przed murem wewnętrznym umiejscowiono mur zewnętrzny, zwany także przedmurzem. Przedmurze było znacznie niższe – miało 2 metry wysokości, ale to na nim zatrzymywał się pierwszy atak. Mur wewnętrzny był wzmacniany przez wysokie na 10 metrów baszty. W XIV wieku było ich 17. Każdą z baszt zajmował się określony cech rzemieślników, od których wywodzą się ich nazwy, np. Ciesielskiej, Paśników, Iglarzy.
Do miasta można było się dostać tylko przez 7 bram miejskich. Bramy te (zamykane na noc) wyposażone były w masywne, ciężkie, dębowe wrota i okutą żelazem bronę, czyli olbrzymią kratę opuszczaną na specjalnych łańcuchach.
Miasto otoczone zostało solidną fosą szeroką na 6–10 metrów i głęboką na 3,50 metra, napełnioną wodą z Młynówki Królewskiej.

### Likwidacja
Stan obronnych umocnień już od XVII wieku wciąż się pogarszał. Kolejne, groźne dla miasta najazdy szwedzkie wykazywały ogromne zaniedbania. W latach 1810–1814 z rozkazu cesarza Franciszka I zasypano fosę oraz przystąpiono do rozbiórki murów wraz z basztami. W ich obronie stanął prof. Feliks Radwański, który pisał: „Chronią one przed wiatrami wiejącymi pod Kościół Mariacki od Kleparza. Niedobre to wiatry, bo smrody i śmieci znosić będą, a także bezbożnie podwiewać spódnice Paniom Matkom i Żonom”. 13 stycznia 1817 r. Radwański wywalczył w senacie Rzeczypospolitej Krakowskiej decyzję o pozostawieniu dla potomnych fragmentów średniowiecznej fortyfikacji. Pozostawiono wyłącznie niewielki ich fragment przy Bramie Floriańskiej wraz z wysuniętym przed nią Barbakanem oraz trzema basztami: Ciesielską, Stolarską i Pasamoników. Zachował się również zarys najstarszej krakowskiej bramy – Rzeźniczej, którą możemy dostrzec w zabudowaniach tzw. klasztoru na Gródku.
W latach dziewięćdziesiątych XX wieku w czasie renowacji Plant Krakowskich w ciągu dawnych murów miejskich ustawiono kamienne postumenty z umieszczonymi wyobrażeniami dawnych baszt. Przedstawienia odwzorowują faktyczny wygląd baszt, a towarzyszące im napisy przypominają turystom ich nazwy. Ponadto, zarys dawnych murów, baszt i bram wyeksponowano tam, gdzie to było możliwe, ustawiając wysoki na około pół metra murek. W 2007 r. w zachowanym odcinku murów otwarto trasę turystyczną „Mury Obronne”.

## Obiekty wzdłuż murów
budynki
     zieleń
     ulice
     place

### Bramy
Na planie bramy oznaczono literami w nawiasach okrągłych:
- F – Floriańska (Kuśnierzy) – 1307, zachowana
- M – Mikołajska – 1312, zastąpiła bramę Rzeźniczą
- R – Rzeźnicza – 1289, zachowany zarys bramy w murach tzw. klasztoru na Gródku.
- N – Nowa (Piekarzy) – 1395
- G – Grodzka (Złotników) – 1298
- D – Dolna (na Wawelu)
- P – Poboczna (furta)
- W – Wiślna (Kotlarzy i Ślusarzy) – 1310
- SZ – Szewska (Białoskórników) – 1313
- S – Sławkowska (Krawców) – 1311

### Baszty
Na mapie baszty oznaczono cyframi:
1. Pasamoników (Szmuklerzy) – półokrągła, zachowana
2. Karczmarzy I (Kęsza) – sześcioboczna
3. Karczmarzy II (Jastrzębia; Strażnica II) – półokrągła
4. Prochowa II
5. Grzebieniarzy
6. Przekupników (Sadelników i Słoniniarzy) – okrągła
7. Barchanników – okrągła
8. Czapników – czworoboczna
9. Kurdybaników
10. Prochowa III (Kupiecka) – okrągła, najwyższa baszta krakowska
11. Piekarska
12. Kowali – czworoboczna
13. Siodlarzy – czworoboczna
14. Pierścienników – czworoboczna
15. Bednarzy – czworoboczna
16. Murarzy i Kamieniarzy – zachowane relikty na terenie Muzeum Archeologicznego
17. Rymarzy – czworoboczna
18. Prochowa I – ośmioboczna
19. Iglarzy – półokrągła
20. Malarzy – czworoboczna
21. Solarzy
22. Cyrulików
23. Miechowników
24. Kaletników (Farbiarzy)
25. Blacharzy
26. Rusznikarzy
27. Nożowników
28. Czerwonych Garbarzy – półokrągła
29. Garncarzy – czworokątna
30. Paśników – półokrągła
31. Introligatorów (Stelmachów) – półokrągła
32. Łaziebników (Krupników i Śledziarzy) – półokrągła
33. Ceklarzy – czworoboczna
34. Katowska – czworoboczna
35. Szewska I – czworoboczna
36. Szewska II – półokrągła
37. Mieczników (Mydlarzy) – półokrągła
38. Cieśli – sześcioboczna, zachowana
39. Stolarzy (Powroźnicza) – półokrągła, zachowana

### Rondle
Rondle na mapie oznaczono symbolem -R-. Nie ma zgodności wśród historyków co do ich liczby na krakowskich murach obronnych. Najprawdopodobniej było ich pięć.